# 沈安
沈安，台湾音乐制作人，创作歌手

## 音乐经历
2013 年 毕业于洛杉矶Icon Collectives音乐制作学院
2014-15年 于洛杉矶进行专辑制作
2016年4月 线上发表首张个人专辑《0-13》
2017年9月 《0-13》实体专辑正式发行
2018年 参与邱比专辑《中离》编曲工作
2019年5月24日 单曲《梦里的梦》线上发布
2019年5月31日 第二张专辑《梦里的梦》线上&实体同步发行

## 演出经历
2016年 冬 THE WALL 年终不断电
表演曲目：
《午夜之前》《昨天的昨天》《太陽 地球 月亮》《你要我要》《愛自己的怪》《找另一個你》
2017年4月21日 insomniacafe
2017年4月29日 樂花園
2017年5月13日 溫床NEST
2017年5月17日 公館河岸
2017年5月20日 喂我早餐
2017年8月12日 《你要我要》Sofar Taipei
2017年9月24日 華山 閨蜜下午茶市集 《昨天的昨天》
2017年11月9日 《你要我要》 Soul Live Box
2023年9月7日 鳳小岳《Soaking in Divine》MV
2024年1月26日蘇打綠 《你被寫在我的歌裡（蘇打綠版）》MV

## 获奖记录
2016年5月 主打歌《你要我要》ＭＶ入围美国新媒体影响节音乐录影带奖
2016年7月 主打歌《你要我要》ＭＶ入围英国的雷达音乐录影带奖之最佳摄影奖